# Spontaneous
Spontaneous (bra: Espontânea) é um filme americano de 2020, dos gêneros terror, ficção científica, romance, humor ácido e amadurecimento, escrito, produzido e dirigido por Brian Duffield, em sua estreia como diretor. É estrelado por Katherine Langford, Charlie Plummer, Hayley Law, Piper Perabo, Rob Huebel e Yvonne Orji e é baseado no romance homônimo de 2016 de Aaron Starmer. Foi gravado ao longo do primeiro semestre de 2018, em Vancouver, Canadá. A trama gira em torno de um grupo de alunos de uma turma do último ano que começam a explodir sem nenhuma razão.
O filme teve um lançamento limitado em 2 de outubro de 2020, em seguida por vídeo sob demanda em 6 de outubro de 2020, pela Paramount Pictures. Recebeu críticas positivas.

## Enredo
Durante uma aula de cálculo sênior na Covington High, a estudante sênior Katelyn Ogden inexplicavelmente explode, pulverizando os alunos e a sala de aula ao redor com sangue. A polícia prende a turma durante uma investigação, mas, além de descartar um ataque, não consegue determinar a causa da explosão.
Durante a custódia, a estudante sênior Mara Carlyle (Katherine Langford) sugere à turma que isso pode acontecer novamente, um sentimento que acabou sendo levado a sério por seus colegas. Depois, uma pessoa desconhecida manda uma mensagem para ela, alegando ter uma queda por ela há vários anos: Mara prontamente pede que o cara não envie uma foto do pau, à qual o indivíduo responde com uma foto de Richard Nixon.
Após o funeral de Katelyn, Mara fica chapada de cogumelos comprados de traficantes da escola, Jenna e Joe Dalton (Laine MacNeil e Clive Holloway), e vai tomar chá com sua melhor amiga Tess (Hayley Law); seu colega Dylan (Charlie Plummer) se aproxima da dupla e revela ser o cara desconhecido com a dita quedinha por Mara. Dylan explica como ele começou a pensar na vida e com que rapidez ela poderia terminar, e ao ouvir a sugestão de Mara sobre o incidente se repetir, percebeu que precisava agir logo.
Eles começam a sair e vão a um jogo de futebol da escola e a uma festa em casa, embora cada um seja interrompido quando um atleta, Perry Love, e um garçom, Cranberry Bollinger, explodem, respectivamente, deixando os participantes em pânico. As aulas são canceladas por um tempo e as pessoas começam a apelidar as explosões de "A Maldição de Covington". Os incidentes atraem a atenção de várias agências governamentais, que colocam a agente do FBI Carla Rosetti (Yvonne Orji) no caso; ela pede ajuda a Mara e Tess.
Enquanto investiga o possível envolvimento de drogas, Mara vai dar uma volta com os traficantes da escola, os gêmeos Dalton; eles explodem e o carro bate. Dylan chega e consola Mara atordoada, antes que os agentes federais cheguem em trajes de proteção e os detenham. Toda a classe sênior é colocada em observação enquanto o governo cria uma pílula chamada "Snooze Button" (Modo Soneca / Botão Soneca) para "curar" os alunos, durante a qual vários alunos explodem. Percebendo que deveriam viver como se cada dia fosse o último, Mara e Dylan continuam se encontrando, perseguindo um estilo de vida hedonista; eles fazem sexo e dançam música dos anos 80 em um velho celeiro.
A escola recomeça para a turma do último ano, embora as pessoas da cidade comecem a temer os alunos e a agente Rosetti inadvertidamente admita a Mara que as explosões podem ainda não ter acabado. Ao demonstrar a suposta eficácia da pílula em um seminário escolar, um aluno explode, desencadeando uma reação em cadeia de explosões na sala de aula. Dezenas de estudantes explodem durante o tumulto que se seguiu, enquanto Mara e Dylan são separados pela multidão em uma luta para escapar do prédio. Mara sai por uma entrada lateral com facilidade e se reúne com Dylan, que diz a ela que está feliz por ela ainda estar aqui e então ele explode, ferindo Mara no processo.
Após a morte de Dylan, Mara fica desanimada e se volta para o álcool, nas semanas seguintes, ela fica bêbada e se desentende com seus pais e Tess, além de acidentalmente quebrar a janela do carro da agente Rosetti com uma garrafa de uísque roubada. Mara também lê os comentários dos alunos on-line especulando que ela pode ser a Maldição de Covington, já que ela estava presente na cena de cada explosão que ocorreu. Na cerimônia combinada de formatura e baile, Mara se reconcilia com Tess, que revela que está saindo da cidade para uma casa de praia naquela noite e a convida para vir. Acreditando ser a maldição, Mara pede desculpas casualmente aos participantes por causar as explosões, mas outros entram na conversa, reivindicando a responsabilidade por problemas pessoais circunstanciais. Saindo do evento, Mara visita o túmulo de Dylan e tem uma conversa franca com a mãe dele, que a convence a seguir em frente com sua vida. Mara pede desculpas aos pais e fica sóbria.
Após o tumulto, a próxima pílula do "Botão Soneca" parece ser eficaz e as explosões param de forma anticlimática, deixando 31 alunos da classe sênior mortos. A Covington High está fechada pelas autoridades e programada para demolição. Mara ganha a van de leite de Dylan e – com a benção dos pais – se muda para a casa de praia com Tess, como pretendiam fazer desde a infância. O filme termina com Mara dizendo aos espectadores para aproveitar a vida enquanto dura, dizendo: "Que porra você mais pode fazer?".

## Elenco
- Katherine Langford como Mara Carlyle
- Charlie Plummer como Dylan Hovemeyer
- Hayley Law como Tess McNulty
- Piper Perabo como Angela Carlyle
- Rob Huebel como Charlie Carlyle
- Yvonne Orji como Agente Carla Rosetti
- Laine MacNeil como Jenna Dalton
- Clive Holloway como Joe Dalton
- Bzhaun Rhoden como Harper Wie
- Chelah Horsdal como Denise Hovemeyer
- Kaitlyn Bernard como Skye
- Chris Shields como Spiros
- Mellany Barros como Katelyn Ogden

## Produção
Em junho de 2016, foi anunciado que a Awesomeness Films havia adquirido os direitos para adaptar o romance de mesmo nome de Aaron Starmer, com Brian Duffield escrevendo o roteiro e, por fim, dirigindo. Matt Kaplan coproduziu através do estúdio Awesomeness, enquanto Nicki Cortese produziu através do estúdio Jurassic Party Productions. Em dezembro de 2017, Katherine Langford foi escalada para estrelar o filme.
Em janeiro de 2018, Charlie Plummer e Hayley Law se juntaram como coestrelas. Em fevereiro de 2018, Piper Perabo, Rob Huebel, Yvonne Orji, Laine MacNeil, Clive Holloway, Bzhaun Rhoden e Chris Shields foram escalados em papéis coadjuvantes.
As filmagens começaram no início de 2018.

## Lançamento
O filme teve um lançamento limitado nos cinemas em 2 de outubro de 2020, em seguida por vídeo sob demanda em 6 de outubro de 2020, pela Paramount Pictures.

## Recepção
No site agregador de críticas Rotten Tomatoes, 96% das 67 resenhas dos críticos são positivas, com uma classificação média de 8,3/10. O consenso do site diz: "Uma comédia adolescente sombria com um toque explosivo, Spontaneous reafirma Katherine Langford como uma estrela em ascensão ― e marca o estreante diretor Brian Duffield como um cineasta que precisa ser assistido."
O Metacritic, que usa uma média ponderada, atribuiu ao filme uma pontuação de 78 em 100, baseado em 7 críticos, indicando críticas "geralmente favoráveis".
Matt Zoller Seitz do RogerEbert.com deu a Spontaneous 3 de 4, enquanto Leslie Felperin do The Guardian deu ao filme uma pontuação de 4 de 5, dizendo que "este filme de estreia do escritor-diretor Brian Duffield tem muito humor ácido para fermentar as cenas de sangue e tragédia, além de muitos subtextos nadando sob a superfície como carpas metafóricas e reluzentes."
Allie Gemmill do Collider deu ao filme B−, enquanto Frank Scheck do The Hollywood Reporter chamou Spontaneous de "explosivamente engraçado e tocante".